# 黑蚁鵙
黑蚁鵙（学名：Thamnophilus nigriceps）是蚁鵙科蚁鵙属的一种，发现于哥斯达黎加和巴拿马。
黑蚁鵙的自然栖息地是亚热带或热带的湿润低地森林以及严重退化的前森林。